# Results in Applied Mathematics
Results in Applied Mathematics ist eine elektronisch erscheinende mathematische Fachzeitschrift, die seit 2019 viermal jährlich von Elsevier in Amsterdam herausgegeben wird und Arbeiten aus allen grundlegenden und interdisziplinären Gebieten der angewandten Mathematik veröffentlicht. Sie ist Open Access. 
Neben vollwertigen Forschungsarbeiten veröffentlicht sie auch sogenannte Mikroartikel von bis zu sechs Seiten, darunter Datenplots mit Beschreibung, Beschreibungen von neuen Methoden oder von Ergänzungen eines Computerprogramms, negative Resultate und Gegenbeispiele sowie Konzepte und Designstudien.